# Music from the Elder
Music from the Elder (Eigenschreibweise: (Music from) The Elder, oder Music from "The Elder") ist das neunte Studioalbum der US-amerikanischen Hard-Rock-Band Kiss, das 1981 erschien. Es ist das einzige sogenannte Konzeptalbum, das die Gruppe aufnahm. Auf dem Album schlugen Kiss eine für die Gruppe atypische Richtung ein.

## Entstehungsgeschichte

### Einordnung in den musikalischen Hintergrund
Mit dem Album Dynasty wichen Kiss 1979 erstmals von ihrer ursprünglichen Linie ab. Denn dieses sowie das 1980 erschienene Folgealbum Unmasked waren durch die seinerzeit starke, den Musikbereich weitgehend beherrschende Discowelle Ende der 1970er geprägt. Diese Zwischenphase dauerte etwa zwei Jahre und wurde 1981 durch eine Ein-Jahres-Phase abgelöst, die als musikalisches Desaster gilt. In jenem Jahr stellte die Gruppe das Konzeptalbum Music from the Elder vor, das eine Art Fantasy-Rock darstellte und auf dem Fanfaren und Symphonieorchestermusik eine wesentliche Rolle spielten. Das Album erhielt zwar gute Kritiken, die Musik hatte sich vom ursprünglichen Kiss-Sound jedoch so weit entfernt, dass das Album bei großen Teilen der Anhängerschaft als Tiefpunkt gilt und ein kommerzieller Misserfolg wurde. Die Platte ist eine von zwei Kiss-Studioalben, die weder Gold- noch Platinstatus erreichten.
Gleichzeitig wurden 1981 zahlreiche Rockmusik-Alben veröffentlicht, die heute als Klassiker des Genres gelten, zum Beispiel Moving Pictures von Rush, Fair Warning von Van Halen, Iron Maidens zweites Album Killers, Tattoo You von den Rolling Stones, Foreigners 4 oder For Those About to Rock von AC/DC. Mit dem AC/DC-Album stand Music from the Elder im direkten Wettbewerb, denn die Veröffentlichungstermine beider Platten lagen nur zwei Tage auseinander.

### Entstehung und Ergebnis

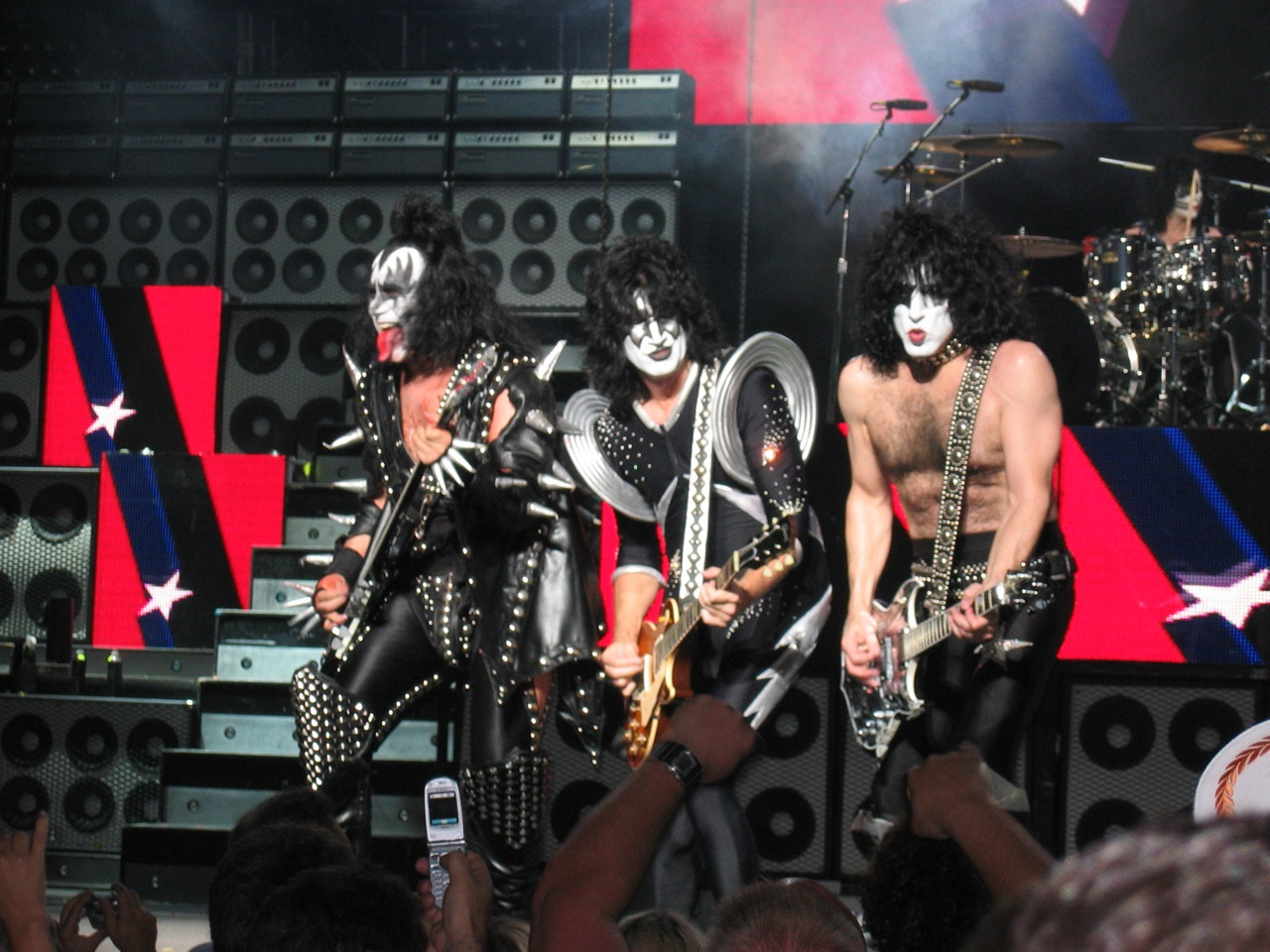
Kiss in ihrem Make-up in Boston 2004

Um ein Konzeptalbum handelt es sich bei der LP deshalb, weil die elf Songs eine zusammenhängende Geschichte bilden. Die Gesamtkonzeption basiert auf einer Kurzgeschichte, die Bassist Gene Simmons verfasste. Ursprünglich wollte Simmons versuchen, die Geschichte in Hollywood zu verfilmen, bis Produzent Bob Ezrin ihm vorschlug, ein Konzeptalbum daraus zu erstellen. Die Geschichte spielte sich in der Urzeit ab, in der sich Gut und Böse einen Kampf liefern und der Weise (the Elder) einen jungen Kämpfer entsendet (the Boy), der gegen die dunkle Macht antritt.
Die LP ist offiziell die erste, auf der Schlagzeuger Peter Criss nicht mehr als Bandmitglied aufgeführt ist. Stattdessen wurde Eric Carr als offizielles Mitglied eingeführt.
Zum Ergebnis der Aufnahmen äußert sich Sänger und Rhythmusgitarrist Paul Stanley so: „‚The Elder‘ war wahrscheinlich der größte Fehltritt in unserer gesamten musikalischen Karriere. Damit machten wir alles falsch, was man nur falsch machen konnte. Das Album war viel zu pompös, kompliziert, aufgeblasen und selbstgefällig. Wir lebten in einer Traumwelt. Ich glaube, die Band verlor den Sinn dafür, was uns zu dem gemacht hatte, was wir waren, und wie toll und außergewöhnlich das überhaupt war. ‚The Elder‘ war in vielerlei Hinsicht falsch. Es war eine riesige Katastrophe. Keiner von uns trägt die Alleinschuld daran, denn wir haben es alle gemeinsam verbockt. […] Ich denke, es ist ein seltsames Album, bei dem wir versuchten, etwas Neues zu machen und abzuwarten, was daraus wird.“
Sänger und Bassist Gene Simmons sagt zur Entstehung und zum Ergebnis: „Es enthält einfach nicht genügend Songs und ist am Anfang ein wenig zu schwülstig geraten. Ich glaube, die Band dachte damals: ‚Okay, das ist unser Epos!‘ Dabei bestimmen doch die Leute, die es sich anhören, ob es eins ist, und nicht die Band. Wir verloren langsam den Boden unter den Füßen. Ehrlich gesagt, schrieben wir es nur für die Kritiker, dabei sollte man nie um Anerkennung betteln, denn sobald die Kritiker und deine Mutter deine Musik mögen, ist es vorbei. […] Es ist ein interessantes Album, doch ich denke nicht, dass es den Spirit der Band einfing. Meiner Meinung nach war dieses Album ein Fehltritt. Es basierte auf einer Kurzgeschichte von mir mit dem Titel ‚The Elder‘. […] Ich schrieb diese Kurzgeschichte und wollte daraus einen Film machen. Ezrin war jedoch der Meinung, es wäre eine gute Idee für ein Konzeptalbum. Als er mich damit blendete, ging der arme Gene ihm auf den Leim und dachte: ‚Yeah, ich bin der Größte!‘ […] Ace wollte zurück zum Rock, und als er seinen Willen nicht durchsetzen konnte, kam er einfach nicht mehr ins Studio, sondern blieb zu Hause und weigerte sich, zu uns zu kommen.“
Der damalige Leadgitarrist Ace Frehley sagt zur Entstehung und zum Ergebnis: „Es wäre besser geworden, wenn sie nicht einige meiner Solos rausgeschnitten hätten. Rückblickend kann man sagen, dass die Band immer mehr auseinanderfiel. Peter musste gehen, dafür kam Eric Carr […]. Meine innere Stimme sagte mir damals, dass es Zeit für ein richtiges Heavy Metal-Album sei und wir zu unseren Wurzeln zurückkehren sollten, doch Paul und Gene sahen das anders. Sie wollten stattdessen lieber ein Konzeptalbum aufnehmen. Ich war von Anfang an gegen dieses Projekt, doch ich wurde leider überstimmt. […] Ich halte ‚The Elder‘ für kein schlechtes Album. Ich denke nur, es klang einfach nicht nach Kiss. Es war okay, doch für mich verkörperte es nicht das, was Kiss meiner Meinung nach darstellte. Deshalb fand ich es schlecht.“
Bob Ezrin, der zwei Jahre zuvor auch Pink Floyds Konzeptalbum The Wall produziert hatte, gibt zur Entstehung an: „Wir nahmen das Projekt sehr, sehr ernst – zu ernst, wie sich später herausstellte, denn dieses Album wurde zum größten Flop in der Geschichte von Kiss, und ich kann auch verstehen, warum. Es passte absolut nicht zu der Band. Dieses Projekt war wohl keine gute Idee gewesen. […] Gene hatte die Idee zu einer Story, die wir dann zusammen entwickelten. Wir mussten ihn dazu überreden, aus dieser Story ein Album und eine Bühnenshow und so weiter zu machen, und der Rest der Band hielt von der Idee zunächst ebenfalls sehr wenig. Damals befand das keiner von ihnen für einen guten Einfall. Im Nachhinein muss ich gestehen, dass sie recht hatten.“
Kiss-Manager Bill Aucoin meint zur Entstehung: „Durch Bob kamen wir auf diese mythologische Erzählung, und das Ganze geriet völlig außer Kontrolle. Ehrlich gesagt, drehte jeder von ihnen ab, und keiner von ihnen stellte sich wirklich quer, denn so konnten wir wenigstens ein Album aufnehmen. Es war eine seltsame Zeit, denn alles schien auseinanderzufallen. Als die Jungs später zu mir kamen und mir mitteilten: ‚Hör mal, das Album war ein Riesenflop. Wir wollen von nun an unser Make-up weglassen!‘, markierte das den Anfang vom Ende unserer Zusammenarbeit.“

## Titelliste
1. 1:22 Fanfare (Paul Stanley / Bob Ezrin / Tony Powers)
2. 2:25 Just a Boy (Paul Stanley / Bob Ezrin)
3. 5:36 Odyssey (Tony Powers)
4. 4:17 Only You (Gene Simmons)
5. 4:51 Under the Rose (Gene Simmons / Eric Carr)
6. 4:19 Dark Light (Gene Simmons / Ace Frehley / Anton Fig / Lou Reed)
7. 2:40 A World Without Heroes (Paul Stanley / Gene Simmons / Bob Ezrin / Lou Reed)
8. 4:32 The Oath (Paul Stanley / Bob Ezrin / Tony Powers)
9. 4:52 Mr. Blackwell (Gene Simmons / Lou Reed)
10. 2:52 Escape from the Island (Ace Frehley / Bob Ezrin / Eric Carr)
11. 3:53 I (Gene Simmons / Eric Carr)

## Charterfolge

### Album
Die LP gelangte in einigen Ländern in die Top Ten. In Norwegen erreichte das Album Platz 7, in Deutschland Platz 10, in Australien Platz 11 und Platz 12 in Österreich. In Schweden kam die Scheibe immerhin noch auf Platz 19 und in Japan auf Platz 21. Abgeschlagen war das Album dagegen in Großbritannien mit Platz 51 und in den USA mit Platz 75.

### Auskopplungen
Ausgekoppelte Singles waren die beiden Simmons-Lieder ‚A World Without Heroes‘ und ‚I‘. Ersteres gelangte im englischsprachigen Raum auf Platz 55 (Großbritannien) bzw. 56 (USA), war andernorts aber nicht verzeichnet. ‚I‘ kam in Australien auf Platz 24, in den Niederlanden auf Platz 48 und in Deutschland auf Platz 62.

## Kritiken
- Bravo meinte 1981: „Vor allem die weichen Songs wie ‚Just a Boy‘ oder ‚Only you‘ (schöner Chor) zeigen deutlich, daß bei den ehemaligen Rock-Monstern eine neue Ära angebrochen ist. Diese Umstellung kam im richtigen Augenblick …“[9]
- Pop Rocky meinte 1981: „Die Muse hat Kiss geküsst. Anstatt einfach einen weiteren Knaller zu ritzen, hat die beliebte Heavy-Gruppe eine Art Soundtrack gefertigt. Allerdings: den dazugehörigen Film gibt’s gar nicht, der müßte erst erfunden und gedreht werden. ‚The Elder‘ (die Weisen) ist ein Märchen mit Helden und Schurken, mit Guten und Bösen. Trotz einiger Sinfoniestreichereien ziemlich knallhart. Kiss mit Biss.“[10]
- Ein Leser von Popcorn schrieb 1981: „Nach über eineinhalb Jahren Wartezeit kam nach ‚Unmasked‘ der neue Kiss-Hammer ‚Music from the Elder‘ auf den Markt. Zusammen mit ‚The Wall‘-Macher Bob Ezrin ist Ace, Paul, Gene und Eric ein mächtiges Konzeptalbum gelungen, das völlig neue Dimensionen eröffnet. Die mystische Geschichte: Als die Erde noch jung war, waren ‚sie‘ schon da. Die Rede ist von ‚The Elder‘ (dt.: Die Weisen), die seit Geburt der Zeit über die Welt und ihre Kreaturen wachen. Sie verkörpern Weisheit und die Kraft des Guten. Aber es existiert ebenso eine andere Macht, die alles Gute vernichten will. ‚The Elder‘ setzen einen Krieger ein, einen jungen Kämpfer gegen das Böse. Diese Story ergibt eine Fülle von Möglichkeiten: Mystik, Finsternis und Magie spiegeln sich darin. Musikalisch zeigen sich Kiss unheimlich einfallsreich und vielfältig wie nie zuvor. Das macht schon der erste Song ‚The Oath‘ deutlich. Die anschließende Fanfare mit dem American Symphony Orchestra bringt nie vermutete Töne. ‚Just A Boy‘ ist eine sanfte Ballade, so gefühlvoll, wie nur Paul Stanley singen kann. ‚Dark Light‘ ist gespickt mit starken Riffs und typischen Soli von Ace, der auch die Leadstimme singt. Bongos und elektronische Spielereien fallen hier auf. ‚Only You‘ ist ein Song von Gene: Tongemälde auf Tongemälde wachsen zusammen mit dem Text zu einem mächtigen Songbild. Daraus entwickelt sich ‚Under the Rose‘, ein ebenso mythischer, kraftvoller bombiger Titel mit Durchschlagskraft. Eric, dessen Stimme fast eine Gene-Paul-Mixtur ist, hat ihn mit dem Bassisten geschrieben. ‚A World Without Heroes‘ bringt melancholische Traumklänge. ‚Mr. Blackwell‘ erinnert an etwas an ‚God Of Thunder‘. Daran schließt sich ‚Escape from the Island‘, Heavymetal der besten Kiss-Sorte. Mit dem softeren ‚Odyssey‘ und dem mitreißenden Happy-Song ‚I‘ neigt sich die ‚Music from the Elder‘ dem Ende zu. Ein Superalbum, das man erst nach dem 5. Hören richtig begreift.“[11]
- Rocks schrieb dazu 2009: „Um einiges besser als sein Ruf, scheiterte (Music From) The Elder an seinem Anspruch und am Image seiner Schöpfer. Kein Mensch wollte von KISS ein Konzeptalbum mit einem Fantasy-Horror-Plot. […] Das gründlich missverstandene Werk landete in der Schublade der ‚schlechtesten Platten aller Zeiten.‘ […] Musikalisch dennoch eine gute Scheibe, die sich halt bei einem Glas Rotwein weitaus besser genießen lässt als bei einer Pulle Bier.“[12]
- Rock Hard schrieb in einem Rückblick im Jahr 2011: „Wenn ich das Vinyl heutzutage auflege, freue ich mich über die toll klingenden Bassdrums und die majestätische Atmosphäre des Openers ‚The Oath‘. […] Ich hasse es, wenn ‚The Elder‘ heutzutage von irgendwelchen Schreiberlingen als „Ausrutscher“ bezeichnet wird, denn das Teil hat mehr Magie als ‚Love Gun‘ und ‚Rock And Roll Over‘ zusammen. Kaum jemand nimmt sich die nötige Zeit, wirklich in ‚The Elder‘ einzutauchen. […] ‚The Elder‘ ist soundtechnisch ein Produkt der Siebziger und ein perfektes, episches Konzeptalbum für alte Säcke wie mich.“[13]
- Jörg Buttgereit schrieb im Mai 2022 in einer Rückschau im Magazin Mint, das Album sei ein „erstaunlich harmonischer Mix aus melodiösen Kiss-Songs mit Prog-Rock-Elementen und gezielt eingesetztem symphonischen Bombast.“ Es wirke „durchweg organisch und weit weniger aufgesetzt als jüngere Verbindungen von Rock und Klassik wie etwa Metallicas S&M.“ Mit anderen Worten habe „die Band mit The Elder exakt das erreicht, was sie sich vorgenommen hatte – nur wollten die Fans damals keine Rock-Oper hören.“[14]

## Buch- und Filmprojekte
Im Herbst 2011 wurde von Sebastian Hunter, einem britischen Kiss-Fan, das Filmprojekt „The Elder“ begonnen. Hunter plante, die Kurzgeschichte hinter dem Album aufzugreifen und in moderner Form filmisch umzusetzen. Zu diesem Zweck gründete er die Firma „Elder Movie Productions Ltd.“, die das Projekt realisieren sollte. Das Projekt muss als gescheitert betrachtet werden, da sich die Website Hunters seit Februar 2014 nicht mehr verändert hat.
Der Autor Matthew Wilkening begann ebenfalls 2011 mit den Arbeiten für sein Buch ‘Music From the Elder’ – The Unauthorized Story of the Most Spectacular Failure in the History of Kiss, das die Hintergründe des Albums beleuchten und seine Geschichte dokumentieren sollte. Auch dabei ist kein Fortschritt zu verzeichnen, das Buch blieb bisher unveröffentlicht.